# تربيع الظل الزائدي للجيب الزائدي
تربيع الظل الزائدي للجيب الزائدي هو طريقة للتكامل العددي عُرِضَ بواسطة هيدتوسي تاكاسي وماساتاكي موري في عام 1974. يستخدم خصائص الدوال الزائدة في تغيير المتغيرات
{\displaystyle x=\tanh({\tfrac {1}{2}}\pi \sinh t)\,}

## طريقة التكامل
لتحويل حدود التكامل من (+1، -1) إلى تكامل على كامل مستقيم الأعداد الحقيقية  (−∞,+∞). بعد هذا التحويل، يضمحل التكامل بواسطة معدل ضعف الأس، وتُعرَف هذه الطريقة أيضًا بـ طريقة ضعف الأس (double exponential (DE) formula).
وعلى حسب حجم الخطوة h  تقترب قيمة التكامل من القيمة الصحيحة له
{\displaystyle \int _{-1}^{1}f(x)\,dx\approx \sum _{k=-\infty }^{\infty }w_{k}f(x_{k}),}
{\displaystyle x_{k}=\tanh({\tfrac {1}{2}}\pi \sinh kh)}
{\displaystyle w_{k}={\frac {{\tfrac {1}{2}}h\pi \cosh kh}{\cosh ^{2}({\tfrac {1}{2}}\pi \sinh kh)}}.}
مثل التربيع الغاوسي, فإن تربيع الظل الزائدي للجيب الزائدي هو طريقة مناسبة تمامًا لحساب قيمة دقيقة للتكامل، حيث الدقة تصل إلى مئات أو آلاف الخانات. حيث إن معدل التقارب هو معادلة أسية.
تربيع الظل الزائدي للجيب الزائدي هو أقل كفاءة من التربيع الجاوسي، ولكن على العكس يميل التربيع الجاوسي إلى العمل بشكل جيد مع التكاملات ذات المشتقات اللا نهائية في واحد أو كلا طرفي حدود التكامل. وهناك ميزة أخرى هي أن حساب x وw سهل نسبيًا.

## وصلات خارجية
- John D. Cook ،"Double Exponential Integration" with source code.
- Graeme Dennes ،"Numerical Integration: Tanh-Sinh Quadrature v4.3"
- Tanh-Sinh integration (a,b) Calculator.
- Faster Integration with the Tanh-Sinh Method.